# Adachi Hirohide
Adachi Hirohide (足立 丈英 Adachi Hirohide, sinh ngày 17 tháng 4 năm 1999) là một cầu thủ bóng đá người Nhật Bản thi đấu ở vị trí hậu vệ cho câu lạc bộ Gamba Osaka tại J1 League.

## Sự nghiệp
Hirohide Adachi gia nhập Gamba Osaka năm 2016. Ngày 1 tháng 5, anh có trận đấu ra mắt ở J3 League (đấu với Blaublitz Akita).
Thành tích dự bị
Cập nhật gần đây nhất: 3 tháng 12 năm 2017
| Thành tích câu lạc bộ | Thành tích câu lạc bộ | Thành tích câu lạc bộ | Giải vô địch | Giải vô địch | Tổng cộng | Tổng cộng |
| Mùa giải              | Câu lạc bộ            | Giải vô địch          | Số trận      | Bàn thắng    | Số trận   | Bàn thắng |
| Nhật Bản              | Nhật Bản              | Nhật Bản              | Giải vô địch | Giải vô địch | Tổng cộng | Tổng cộng |
| --------------------- | --------------------- | --------------------- | ------------ | ------------ | --------- | --------- |
| 2016                  | U-23 Gamba Osaka      | J3                    | 4            | 0            | 4         | 0         |
| 2017                  | U-23 Gamba Osaka      | J3                    | 7            | 0            | 7         | 0         |
| Tổng cộng sự nghiệp   | Tổng cộng sự nghiệp   | Tổng cộng sự nghiệp   | 11           | 0            | 11        | 0         |